# Феска, Фридрих Эрнст
Фридрих Эрнст Феска (нем. Friedrich Ernst Fesca, 15 февраля 1789, Магдебург — 24 мая 1826, Карлсруэ), немецкий скрипач и композитор инструментальной музыки.

## Жизнь и карьера
Родился в Магдебурге, его отец Иоганн Петер Август Феска был рыночный судья в Магдебурге и принимал активное участие в музыкальной жизни города. Мать — Марианна Подлеская, певица образованного под управлением Иоганна Адама Хиллера театра.
Фридрих Эрнст Феска получил своё раннее музыкальное образование в Магдебурге, в том числе у Фридриха Адольфа Питтерлина, и завершил учёбу в Лейпциге под руководством кантора Эберхарда Мюллера. В возрасте пятнадцати лет предстал перед публикой с несколькими концертов для скрипки, которые были встречены аплодисментами, и в результате он был назначен ведущим скрипачом Лейпцигского Гевандхаус-оркестра. Эту позицию он занимал до 1806 года, когда он становится концертмейстером у князя Петра I Ольденбургского. В 1808 году он был назначен сольным скрипачом короля Жерома в Вестфалии, где он и оставался до конца французской оккупации (1814).
После этого он отправился в Вену, а вскоре после этого в Карлсруэ, где был назначен концертмейстером к великому герцогу Бадена. Его слабое здоровье помешало ему оценить многочисленные и заслуженные победы, которых он добился. В мае 1826 году он умер от чахотки в раннем возрасте тридцати семи лет.
Как виртуоз, Феска входит в число лучших мастеров немецкой школы скрипачей. Его произведения были непревзойденными в отношении классической простоты стиля. Среди его сочинений выделяются квартеты для струнных инструментов; три симфонии (№ 1 в Е, Op 6;. № 2 в D, Op 10;. № 3 в D, Op 13) вместе с камерными произведениями до сих пор числятся в каталоге Augener. Его перу принадлежат две оперы — Кантемир, Омар и Лейла. Он также написал несколько церковных произведений, а также многочисленных песен и вокальных квартетов.
Сын Фредерика Эрнста Фески Александр также стал композитором.